# Mohak 2
Mohak 2 ist ein osttimoresischer Ort im Suco Leohito (Verwaltungsamt Balibo, Gemeinde Bobonaro). Fälschlicherweise wird er in Karten von 2008 „Falohai“ genannt.
Mohak 2 liegt in einer Meereshöhe von 361 m im Süden der Aldeia Mohak. Durch den Ort führt die Hauptstraße, die den Suco durchquert. Westlich liegt der Ort Mohak 1, der Hauptort des Sucos. Südlich führt die Straße nach Faloai (Besakren). Nördlich verläuft das Flussbett des Tishun. Südlich steigt das Land an zum Nualain und im Osten erhebt sich der Fatofera.